# Callistege costimacula
Callistege costimacula är en fjärilsart som beskrevs av Edward Alfred Cockayne 1951. Callistege costimacula ingår i släktet Callistege och familjen nattflyn. Inga underarter finns listade i Catalogue of Life.